# Nyárfa-pereszke
A nyárfa-pereszke (Tricholoma populinum) a pereszkefélék családjába tartozó, Eurázsiában és Észak-Amerikában honos, nyárfa alatt élő, nem ehető gombafaj.

## Megjelenése
A nyárfa-pereszke kalapja 6-15 cm széles, alakja fiatalon domború, később laposan kiterül, gyakran szabálytalan alakú. Színe barnás, hússzínű. Felülete nedves időben tapadós.
Húsa viszonylag vastag, puha, színe fehér, a kalapbőr alatt vörösesbarna. Szaga kellemetlen, lisztszerű; íze kesernyés. 
Lemezei szélesen vagy foggal a tönkhöz nőttek. Színük fehéres, idősen kissé vörösbarnás.
Tönkje 6-10 cm magas és 1-2 cm vastag. Alakja hengeres vagy lefelé vékonyodó. Színe fehéres vagy világos vörösesbarnás. Felülete általában sima, néha finoman pelyhes, szálas.
Spórapora fehér. Spórája elliptikus vagy ovális, sima, mérete 8-9 x 6,5 µm.

### Hasonló fajok
A vörösfoltos csigagomba hasonlíthat rá.  

## Elterjedése és termőhelye
Eurázsiában és Észak-Amerikában honos. Magyarországon gyakori. 
Csak nyárfák alatt nő, az országban főleg az alföldi, homoki nyárasokban él. Szeptembertől novemberig terem. 
Nem mérgező, de kesernyés íze miatt fogyasztása nem ajánlott.  

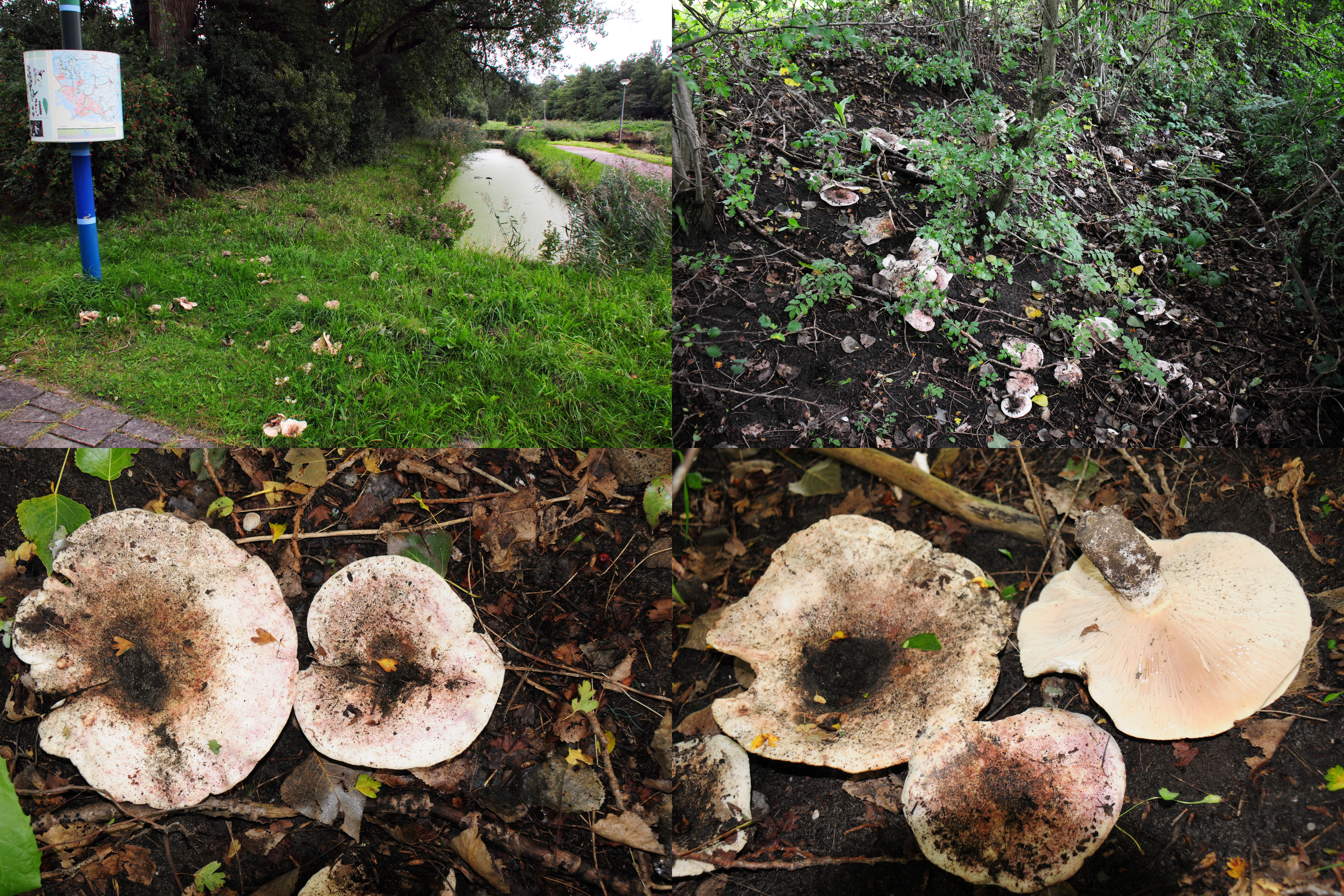
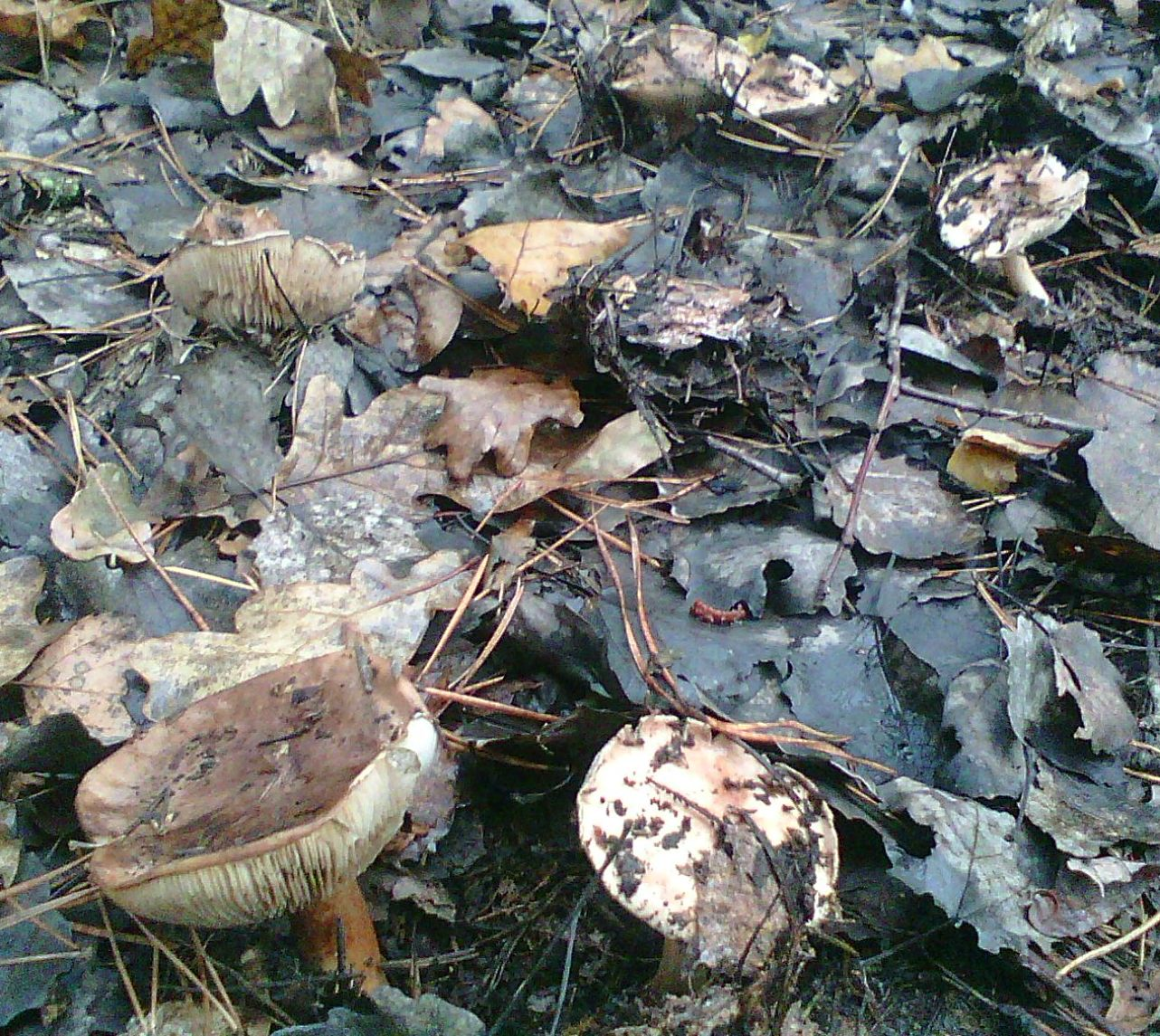
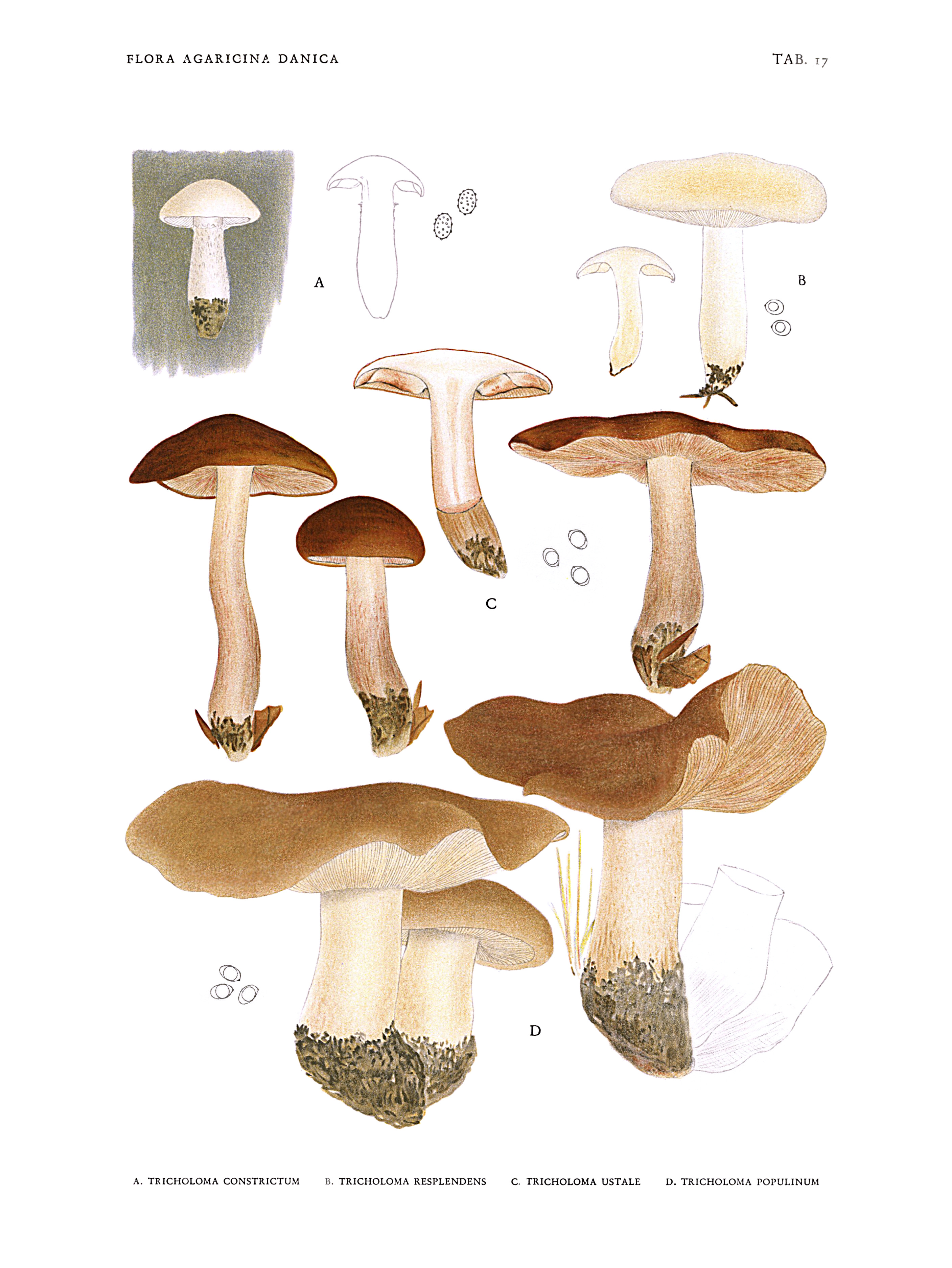
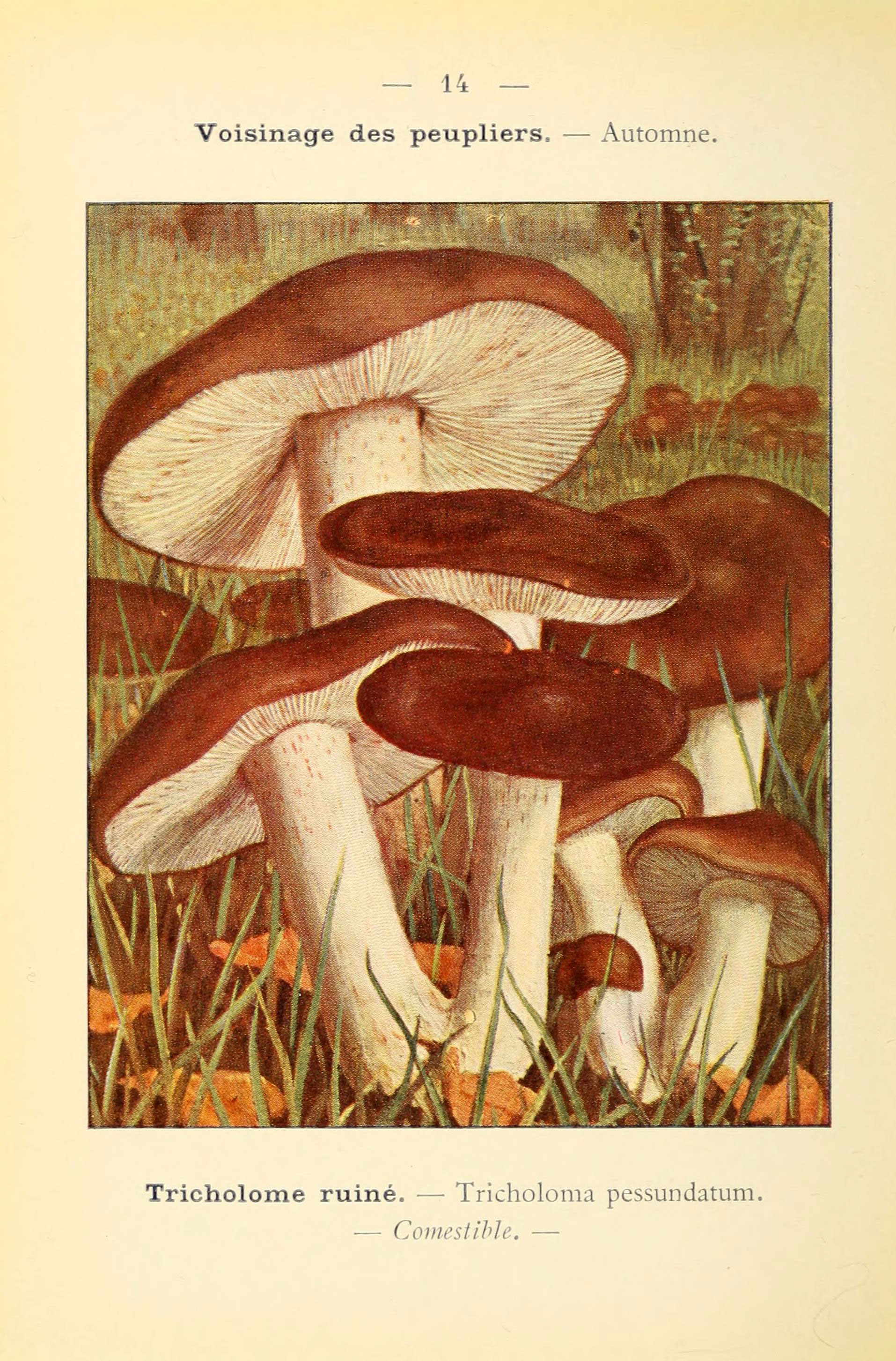